# Korostiv, Skole
Korostiv (în ucraineană Коростів) este o comună în raionul Skole, regiunea Liov, Ucraina, formată numai din satul de reședință.

## Demografie
Componența lingvistică a comunei Korostiv
     Ucraineană (99,04%)
     Alte limbi (0,96%)
Conform recensământului din 2001, majoritatea populației comunei Korostiv era vorbitoare de ucraineană (99,04%), existând în minoritate și vorbitori de alte limbi.